# Косма Маюмський
Косма Маюмський, Козьма Єрусалимський (грец. Κοσμάς ὁ Ποιητής, ὁ Αγιοπολίτης, εκ Μαϊουμά; Κοσμάς ὁ Μελωδός, Κοσμάς ὁ Ποιητής, ὁ Αγιοπολίτης, εκ Μαϊουμά; Κοσμάς ὁ Μελωδός,) — візантійський церковний поет VIII століття. Шанується як святий у лику преподобних. День пам'яті 25 жовтня.

## Біографія
Косма рано став сиротою, втративши батьків. Батько Івана Дамаскина Сергій Мансур займав при халіфі Абд-Альмаліке (686–705 рр.) посаду головного логофета, тобто розпорядника казни, скарбника. Сергій усиновив Косму, а останній став зведеним братом Іванові. Сергій виховував їх разом і дав обом гарну освіту. Вихователем і вчителем Косми і Іоанна став утворений ієромонах Косма з італійської Сицилії, якого Сергій купив в якості раба у одного агаряніна. Ієромонах Косма вчив дітей богослов'я, літератури, математики, філософії та красномовства.
Косма і Іоанн разом переїхали з Дамаска в Єрусалим і пішли в монастир Сави Освяченого. Косма з 732 року став ченцем в монастирі Святого Сави. У 743 році Косма став єпископом Маюмского (недалеко від м. Газа), рік його смерті вважають 773 або 794 рік.

## Творіння
В історії візантійської церковної поезії Косма разом з Іоанном Дамаскін відомі як найбільші представники гімнографії. Разом зі своїм сподвижником і другом Іваном Дамаскіном є авторами численних канонів, які увійшли в богослужіння Православної церкви. Косма — автор канонів Страсної седмиці Великого посту на утрені: Великого понеділка, Великого вівторка, Великої середи, Великого Четвірка, Великого п'ятка і четверопесенца Великої суботи з шостої по дев'яту пісню (пісні з першої по п'яту були написані пізніше, тропарі — Марком-ченцем, єпископом Ідруітскім; а ірмоси — черницею каси) і канонів на Господні та Богородичні свята: Різдва Христового («Христос народжується, славте. . . »), Преображення Господнього, Трійці, Стрітення, Успіння Богородиці, Богоявлення, Воздвиження хреста Господнього, Входу Господнього в Єрусалим.

## Святкування дня пам'яті
Шанується в католицькій і православній церкві в лику преподобних, пам'ять вшановують 25 жовтня (12 жовтня за юліанським календарем) в РПЦ, в грецьких помісних церквах пам'ять святкують 14 жовтня.